# Charleus Dieuseul
Charleus Dieuseul (Winter Haven, 26 giugno 1990) è un giocatore di football americano statunitense, di ruolo inside linebacker.
Dopo aver giocato a football americano nelle squadre dei Lake Region Thunder (high school) e dei Mount Union Purple Raiders (college) ha tentato di accedere alla NFL, rimanendo però nei soli roster di pre-season di New York Giants e Oakland Raiders. Successivamente ha allenato le squadre di Mount Union e di Hanover College. È poi tornato a giocare, spostandosi in Europa prima agli austriaci Vienna Vikings (coi quali ha vinto il campionato austriaco nel 2017), poi ai cechi Ústí nad Labem Blades, poi di nuovo in Austria agli AFC Rangers, per passare in seguito ai polacchi Panthers Wrocław in ELF.

## Palmarès
- 1 Austrian Football League (2017)